# ون داي آت أتايم
ون داي آت أتايم (بالإنجليزية: One Day at a Time)‏ هو مسلسل كوميديا الموقف تم إنتاجه في الولايات المتحدة. بدأ عرضه في سنة 1975. عرض على سي بي إس. بلغ عدد مواسم المسلسل 9 مواسم، بلغ عدد حلقاته 209 حلقات، وتبلغ مدة الحلقة الواحدة 24 دقيقة. المسلسل من تأليف ويتني بليك، وهو من إخراج هوارد موريس. تم بث المسلسل لأول مرة بتاريخ 16 ديسمبر 1975 بينما تم بث آخر حلقة منه بتاريخ 28 مايو 1984 بعد أن استمر لقرابة 9 أعوام. من بطولة ريتشارد ماسور.

## روابط خارجية
- ون داي آت أتايم على موقع IMDb (الإنجليزية)
- ون داي آت أتايم على موقع روتن توميتوز (الإنجليزية)
- ون داي آت أتايم على موقع كينوبويسك (الروسية)
- ون داي آت أتايم على موقع ألو سيني (الفرنسية)
- ون داي آت أتايم على موقع قاعدة بيانات الفيلم (الإنجليزية)